# Nahverkehrsmuseum Dortmund

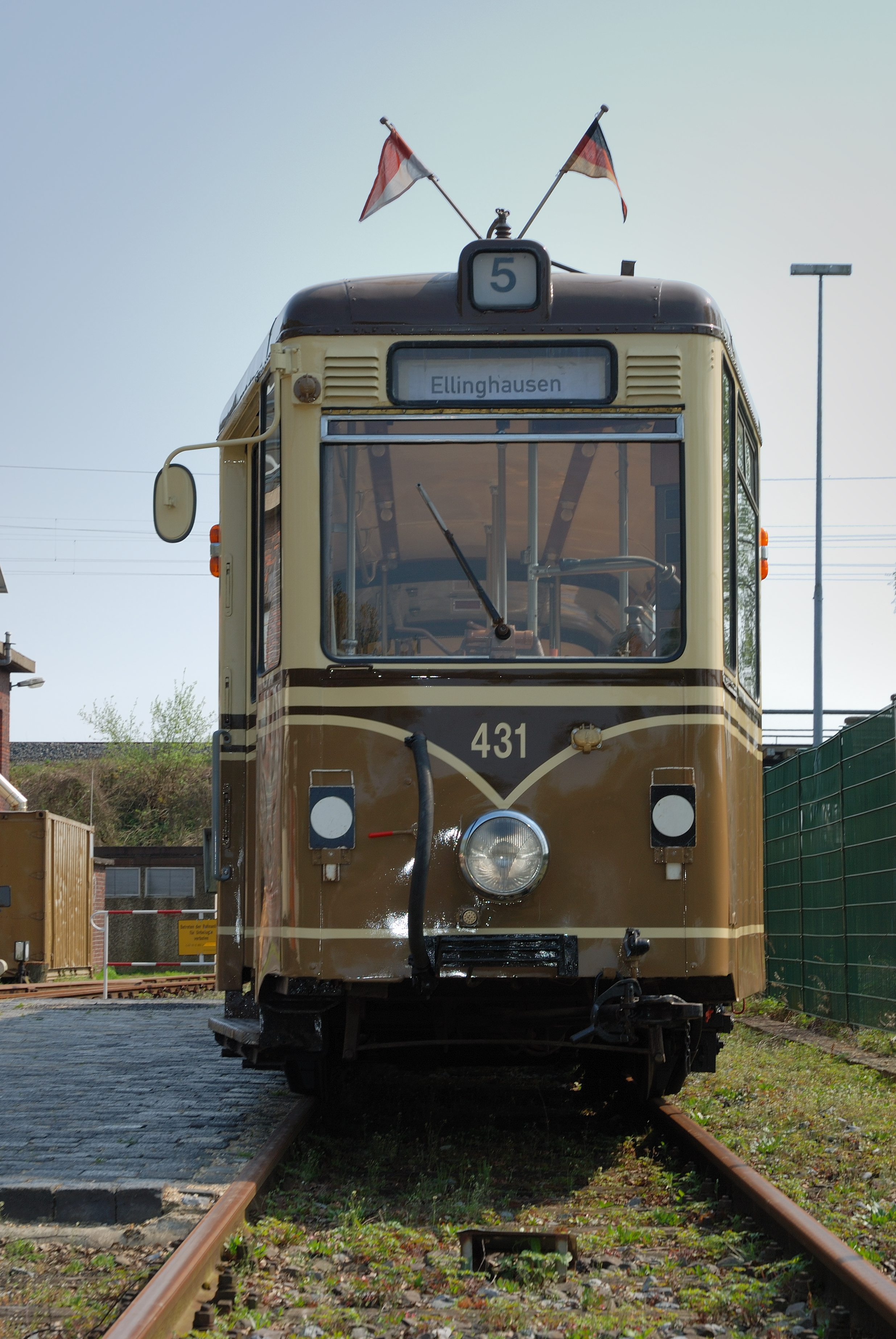
Triebwagen GT4 431 (Baujahr 1957)

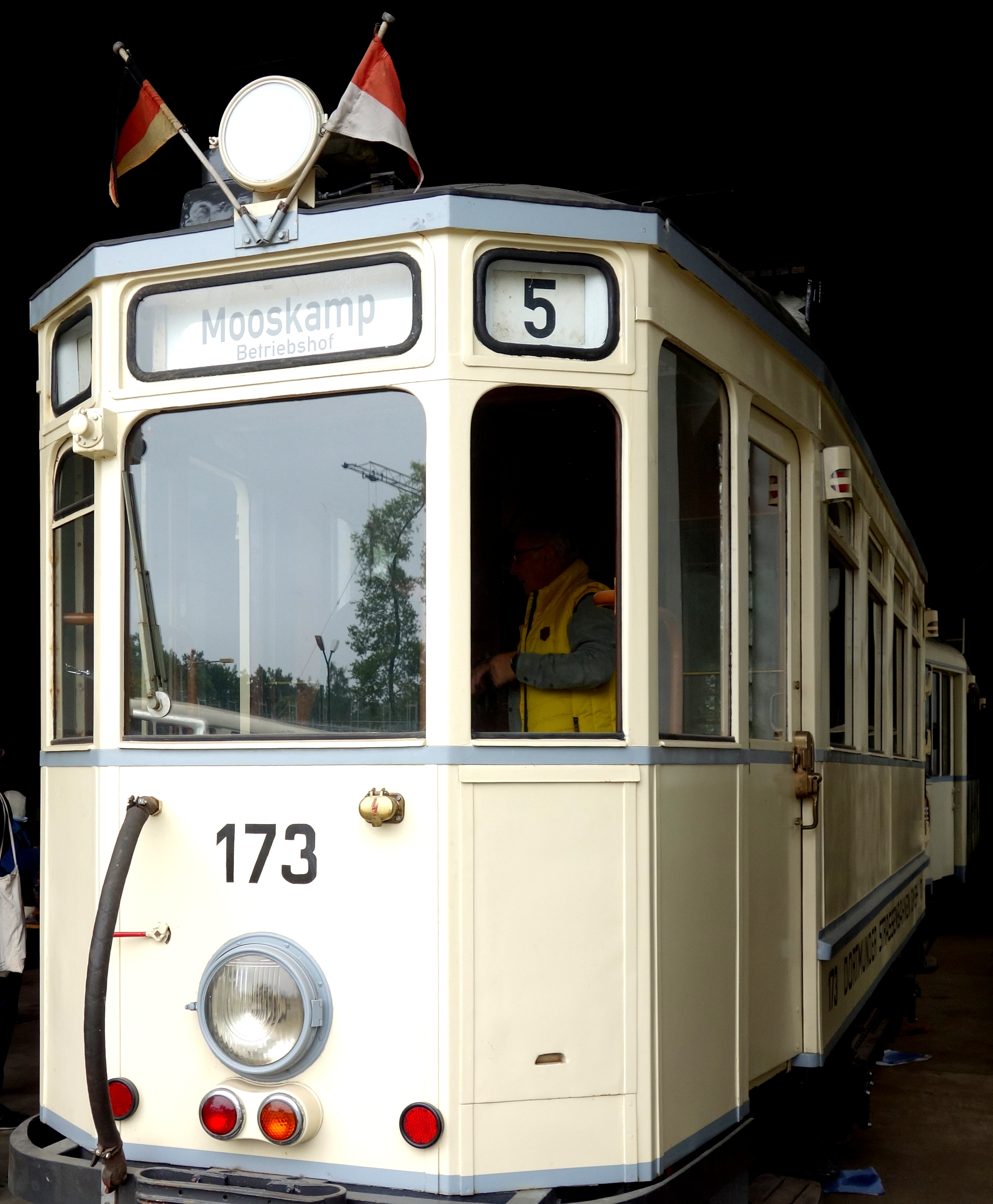
Triebwagen T2 173 (Baujahr 1918)

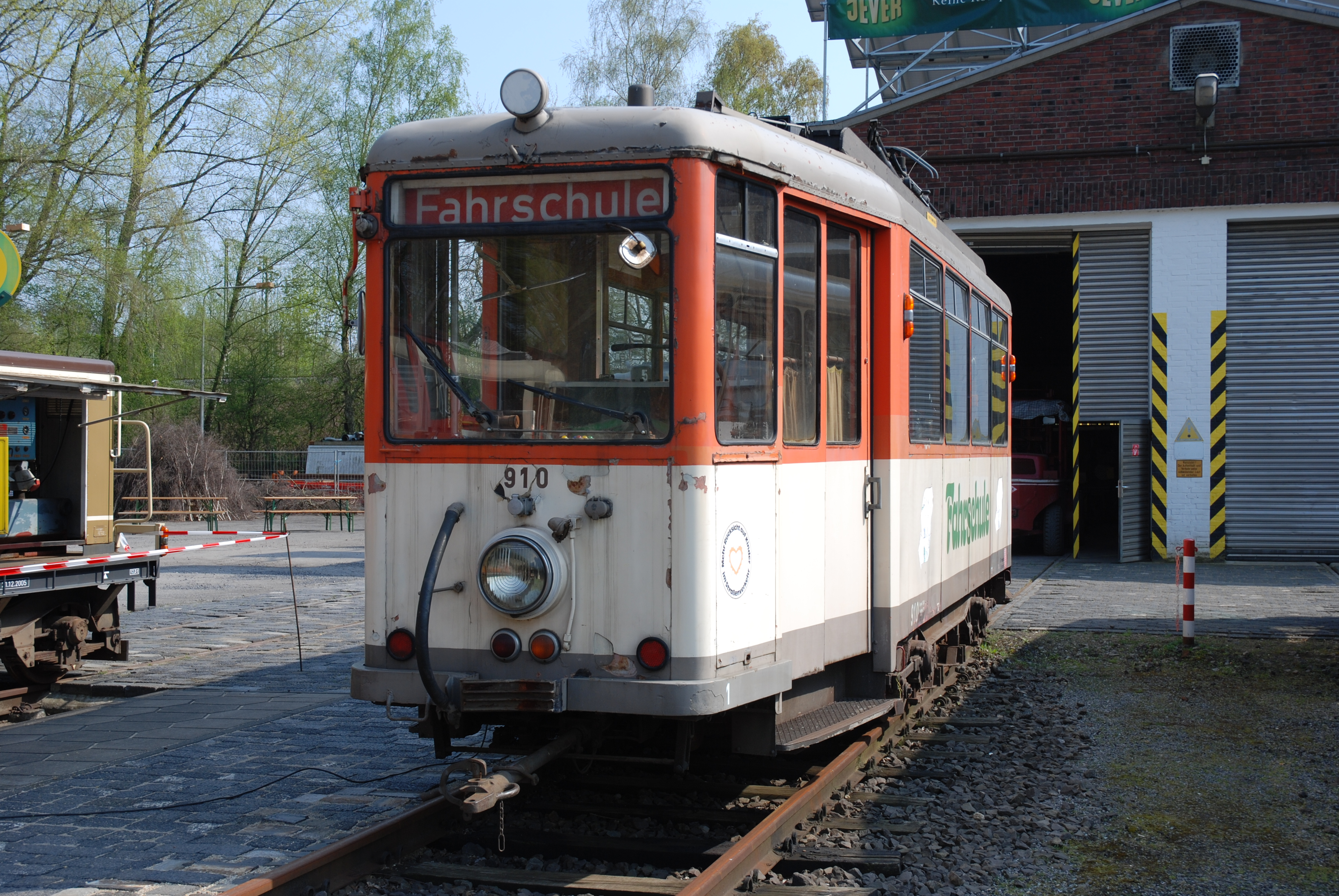
Fahrschulwagen 910 (Baujahr 1957)

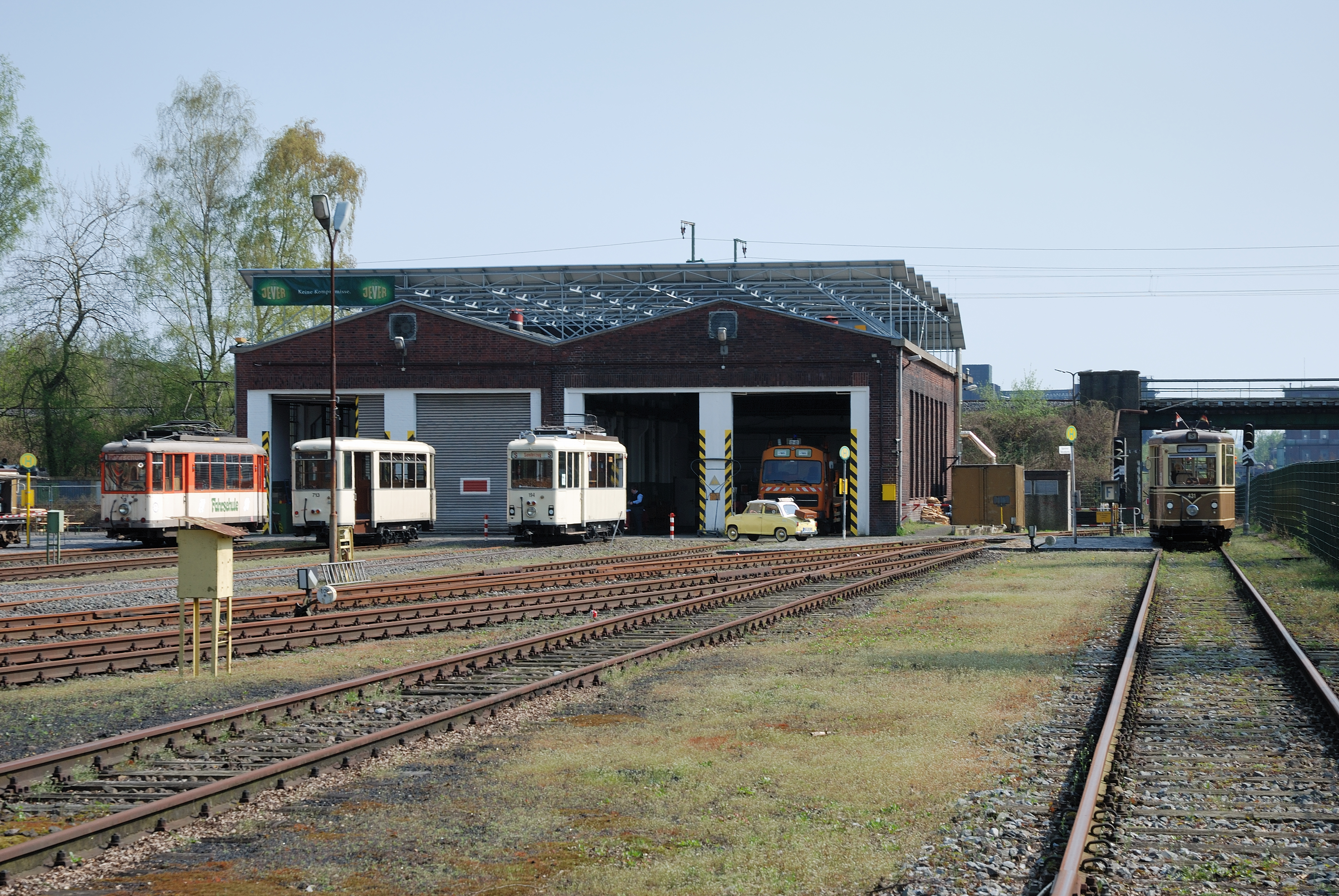
Werkstatthalle und verschiedene Wagen

Das Nahverkehrsmuseum Dortmund befindet sich seit 2001 in der ehemaligen Lokomotiv-Instandsetzungswerkstätte Betriebswerk Mooskamp (BwM) der Ruhrkohle Bahn- und Hafenbetriebe im Dortmunder Ortsteil Obernette. Das BwM ist seit Schließung der Lokwerkstatt der ehem. Zeche Prosper-Haniel in Bottrop das letzte noch in Betrieb befindliche, ehemalige Bw der RAG. Bei diesem Dortmunder Projekt werden arbeits- und sozialpolitische Beschäftigungsmaßnahmen in Kooperation mit Jobcenter und Stadt Dortmund mit der Schaffung einer pädagogisch-historischen Kultureinrichtung verknüpft, welche aber auch für private oder betriebliche Feiern genutzt werden kann.
Auf ca. 9 km umliegender ehemaliger Hoesch- und Kokereigleise wird ein Fahrbetrieb mit historischen Dortmunder Straßenbahnen zum benachbarten Kokereimuseum Hansa in Huckarde und darüber hinaus bis Ellinghauser Straße im Nordosten sowie in die Nähe der Rheinischen Straße im Süden geboten. Da die Strecke nicht elektrifiziert ist, beziehen die Straßenbahnfahrzeuge den benötigten Fahrstrom durch angekoppelte Generatorwagen.
Anfang 2013 nahm der Regionalverband Ruhr das Verkehrsmuseum in die Route der Industriekultur auf.
Auch die DASA – Arbeitswelt Ausstellung zeigt im Bereich Transportieren und Befördern ein altes Fahrzeug.

## Betreiber
Die Bahnhof Mooskamp gemeinnützige GmbH ist ein öffentliches Eisenbahninfrastrukturunternehmen (EIU), das am 5. Juli 2007 gegründet wurde. Zweck des Unternehmens ist es, die Lokhalle „Hansa“ samt der Grubenanschlussbahn in Dortmund-Nette zu erhalten und ein SPNV-Museum zu betreiben. Als EIU betreibt es den Bahnhof und Betriebshof in Mooskamp.
Die Verkehrshistorische Arbeitsgemeinschaft der Dortmunder Stadtwerke (VhAG DSW) e. V. ist ein öffentliches Eisenbahnverkehrsunternehmen (EVU). Der Verein existiert seit 1979 und hieß bis Mitte 2018 Westfälische Almetalbahn e. V. in Anlehnung an die von 1980 bis 1998 befahrene Stammstrecke zwischen Alme und Büren südlich von Paderborn. Dort hatte der Verein in Ringelstein den Dortmunder GT4 Nr. 431, den Barwagen Nr. 713, die Generatorlore WAB 3 und einen Klv 51 stationiert. Mit diesen Fahrzeugen wurden fast 20 Jahre lang Ausflugs- und Bierpläsierfahrten im Almetal angeboten. Seit 2008 führt der Verein den musealen Schienenverkehr am BwM und auf den umliegenden Gleisen der Bahnhof Mooskamp gGmbH durch. 2018 nannte sich das EVU nach Beitritt des Historischen Vereins der DSW e.V um.

## Strecke
| Streckenlänge: | 6,3 km               |                                 |                             |
| Spurweite: | 1435 mm (Normalspur) |                                 |                             |
| |                      |                                 |                             |
| \| \| \| Streckenende Ellinghauser Str. \| \| \| \| 3,8 \| Ellinghausen \| Ellinghausen \| \| \| 2,9 \| Cöln-Mindener-Eisenbahn \| Cöln-Mindener-Eisenbahn \| \| \| 2,5 \| \| \| \| \| 2,25 \| Mooskamp Thyssenplatz \| Mooskamp Thyssenplatz \| \| \| \| Mooskamp \| \| \| \| \| Bahnhof Mooskamp \| \| \| \| \| Güterumgehungsbahn Dortmund \| \| \| \| \| \| \| \| \| 1,1 \| Kokerei Hansa \| Kokerei Hansa \| \| \| 0,9 \| Lindberghstraße \| Lindberghstraße \| \| \| \| Hansa-Brückenzug \| \| \| \| \| Emscher \| \| \| \| \| Franziusstraße \| \| \| \| \| Franziusstr. \| \| \| \| \| Mallinckrodtstraße \| \| \| \| \| Huckarder Str. \| \| \| \| \| \| \| \| \| \| Huckarder Str. \| \| \| \| \| Westfaliastraße \| \| \| \| \| Sunderweg / Hafen U \| \| \| \| \| zur Hafenbahn \| \| \| \| \| Rheinische Straße \| \| \| \| \| Streckenende Emscherschlösschen \| \| |                      |                                 |                             |
| |                      | Streckenende Ellinghauser Str.  |                             |
| ehemaliger Haltepunkt / Haltestelle | 3,8                  | Ellinghausen                    | Ellinghausen                |
| Kreuzung geradeaus oben | 2,9                  | Cöln-Mindener-Eisenbahn         | Cöln-Mindener-Eisenbahn     |
| | 2,5                  |                                 |                             |
| Strecke · Haltepunkt / Haltestelle | 2,25                 | Mooskamp Thyssenplatz           | Mooskamp Thyssenplatz       |
| |                      | Mooskamp                        |                             |
| Bahnhof · Strecke |                      | Bahnhof Mooskamp                | Bahnhof Mooskamp            |
| Kreuzung geradeaus unten · Kreuzung geradeaus unten |                      | Güterumgehungsbahn Dortmund     | Güterumgehungsbahn Dortmund |
| |                      |                                 |                             |
| Haltepunkt / Haltestelle | 1,1                  | Kokerei Hansa                   | Kokerei Hansa               |
| | 0,9                  | Lindberghstraße                 | Lindberghstraße             |
| Kreuzung Anfang Hochstrecke |                      | Hansa-Brückenzug                | Hansa-Brückenzug            |
| |                      | Emscher                         |                             |
| |                      | Franziusstraße                  |                             |
| ehemaliger Haltepunkt / Haltestelle |                      | Franziusstr.                    | Franziusstr.                |
| |                      | Mallinckrodtstraße              |                             |
| |                      | Huckarder Str.                  |                             |
| |                      |                                 |                             |
| Strecke · ehemaliger Haltepunkt / Haltestelle Strecke ab hier außer Betrieb |                      | Huckarder Str.                  | Huckarder Str.              |
| Strecke · Haltepunkt / Haltestelle (Strecke außer Betrieb) |                      | Westfaliastraße                 | Westfaliastraße             |
| Strecke · Haltepunkt / Haltestelle (Strecke außer Betrieb) |                      | Sunderweg / Hafen U             | Sunderweg / Hafen U         |
| Strecke · Strecke nach links (außer Betrieb) |                      | zur Hafenbahn                   | zur Hafenbahn               |
| ehemaliger Haltepunkt / Haltestelle |                      | Rheinische Straße               | Rheinische Straße           |
| |                      | Streckenende Emscherschlösschen |                             |

### Bestand 2025
- Betriebshof Obernette (8 Hallengleise, 6 Abstellgleise, 2-gleisige Haltestelle gepflastert mit Wartehalle)
- Weiche 105 (km 2,5) nördlich vom Betriebshof, Anschluss an das Hoesch-Bahngleis HHW 6141
- Brücke über die Cöln-Mindener-Eisenbahn (Bauwerks-Nr. 6.1.25 – km 2,9), mit Stahlplatten ausgekleidet
- Ellinghauser Str. (km 3,8) – Haltepunkt in Planung zur Erreichbarkeit von Gut Königsmühle, Prellbock, nordöstliches Streckenende
- Haltepunkt Mooskamp/Thyssenplatz (km 2,25) auf der Hoeschbahntrasse HHW 6.1.41 (gepflasterter Bahnsteig und Wartehalle)
- Haltepunkt Kokerei Hansa (km 1,1) – gepflasterter Bahnsteig mit Wartehalle, bei Kombi-Veranstaltungen mit der Kokerei
- Brücke über die Lindberghstraße (Bauwerks-Nr. 6.1.23 – km 0,9) in DO-Huckarde
- Hansa-Brückenzug (Bauwerks-Nrn. 6.1.16 bis 6.1.21, Gesamtlänge ca. 350 m, Baujahr 1928)
- Brücke über die Franziusstraße (6.1.15)
- Gleis 6.2.08 über das Betriebsgelände der Dortmunder Gesellschaft für Abfallverwertung  (DOGA)
- Tunnel (ca. 50 m) unter der Verbindungsstraße OWIIIa (Mallinckrodtstraße) sowie der Stadtbahnlinie U47
- Brücke über die Huckarder Straße (6.2.24)
- Anschlußweiche 6.2.44 der Werkbahn HSP
- ehemaliges Stellwerk HHW Bezirk 62 südlich der Huckarder Straße (geplanter Haltepunkt)
- HSP-Gleise 6.2.34 und 6.2.35 Richtung Süden
- Verzweigung an Weiche 6.4.04 zum HSP-Freiladegleis 6.4.05 bzw. zum Gleis 6.4.11 in die ehem. Walzenwechselanlage von HSP (Emscherschlösschen), die von der Thelen-Gruppe Mitte 2024 abgerissen wurde – südliches Streckenende (geplante Haltepunkte)
- ehemalige Zustellgleise der Kokerei Hansa auf 2 km ertüchtigt als direkte Verbindung zwischen Kokereidenkmal und Lokhalle, Abzweig an Weiche 6.1.48 in Höhe des Kokerei-Sortenturms

Seit Mitte 2018 ist die Bahnhof Mooskamp gGmbH auch zuständiges EIU für die südlich an der Huckarder Straße angrenzende Werksbahn Ap 2-28 des ehemaligen Spundwand-Herstellers HSP (ehemalige Tochter der Salzgitter AG) auf dem Gelände des früheren Stahlwerks Union der Dortmund-Hörder Hüttenunion. Die Spundwand-Produktion endete im Dezember 2015. Die Werksbahn band bis November 2023 an der Westfaliastraße an die Dortmunder-Eisenbahn-Infrastruktur an und war ab Oktober 2018 bis Mitte 2024 teilweise wieder in Betrieb. Aufgrund von Rad- und Fußwegplanungen zwischen dem Kreativkai am Dortmunder Hafen und dem Stadtentwicklungsgebiet „Smart Rhino“ auf der HSP-Brache Union hat die Stadt Dortmund 2022 den östlichen Teil der Werkbahn (Gleis 6.5.40) zwischen Westfaliastraße und der Brücke 6.5.10 über das zukünftige ICE-Werk Dortmund-Hafen von der NRW Urban GmbH gekauft und eine Freistellung von Bahnbetriebszwecken beantragt, der im November 2023 von der Bezirksregierung Arnsberg entsprochen wurde. Der Rad- und Fußweg soll bis 2028 fertiggestellt werden. Derzeit wird der zum 08.01.2025 geplante Rückbau des Kreuzungsbauwerks 6.5.10 vorbereitet, da die DB Infra GO die Kreuzungsvereinbarung zum 31.12.2023 gekündigt hatte.  

### Planungen 2025 f.
Die Stadt Dortmund verfolgt als Teil des Grünzuges Emscher Nordwärts den Ausbau und die Ergänzung des Betriebswerks Mooskamp. Hierzu sind geplant bzw. in Bau:
- Neubau des barrierefreien Schulungs- und Ausstellungsgebäudes zur Nahverkehrsgeschichte (abgeschlossen)
- Neubau einer Leichtbauhalle für nahverkehrsgeschichtliche Themen, während der IGA 2027 für Pflanzenschau (abgeschlossen).
- Sanierung der Gleis- und Weichenanlagen des Betriebswerks Mooskamp (Umsetzung Januar bis April 2025)
- Ertüchtigung der Gleise der Hoeschbahntrasse HHW 6.1.41 von Huckarder Straße bis Ellinghauser Straße (bisher nicht begonnen).
- Bau eines barrierefreien Haltepunkts am nordöstlichen Streckenende Ellinghauser Straße zur Verknüpfung mit zukünftigen P&R-Flächen und zum Künstlerbauernhof Gut Königsmühle der Stiftung Help & Hope (bisher nicht begonnen).

### Planungen 2027 f.
Zudem ist es im Zusammenhang mit den Planungen Dortmunds zur Internationalen Garten-Ausstellung 2027 und der damit verbundenen Nutzung des Industriedenkmals Kokerei Hansa in Huckarde und des Deusenbergs als Grünzug für den Zukunftsgarten Emscher Nordwärts weiterhin Ziel, die vom Museum betriebene Hansabahn für Besucherverkehre zur IGA 2027 zu nutzen und hierfür einen vorübergehenden Verknüpfungspunkt zur Rheinischen Straße (Stadtbahnlinien U43/U44) zu schaffen. Darüber hinaus ist langfristig eine Umrüstung der für den Fahrbetrieb benötigten Generatorwagen von Diesel- auf Wasserstoffbetrieb in Diskussion.

## Fahrzeugbestand
Stand 22. Dezember 2024 umfasst der Fahrzeugpark folgende Trieb- und Beiwagen aus dem Bestand der Dortmunder Stadtwerke AG und ihrer Vorgängergesellschaften
Triebwagen nach Baujahren
- 2×-TW 115, Bj. 1908/1909, Waggonfabrik Uerdingen, hell-elfenbein/rot, früher Beiwagen, seit den 1940er Jahren ArbTW, Restaurierung 1967/68 und 1979–1981, GT8 Fahrwerk/-motoren, HU-Ablauf, Exponat, nach Kabelbrandschaden 2007 abgestellt
- 2×-TW 173, Bj. 1914/1918, Waggonfabrik Uerdingen, hell-elfenbein/steingrau, Brandschaden 1979, Restaurierung 1982–1990 und 2008–2014, in Betrieb (zugelassen nach BOA-NW), früher Sammlung W. Knupe
- 2×-TW 194, Bj. 1918/1949, Fa. Duewag, Aufbauwagen, hell-elfenbein/steingrau, historische Flanken-Werbung Idee Kaffee, Restaurierung 2005–2007, in Betrieb (BOA-NW), früher Sammlung W. Knupe
- 2×-TW 217, Bj. 1925, Fa. Schöndorff, hell-elfenbein/steingrau, mobiles Denkmal, Holzwagen mit Laternendach, HU-Ablauf, nach Lagerschaden abgestellt
- 2×-TW 252, Bj. 1930, Fa. Schöndorff, hell-elfenbein/steingrau, ehemaliger Polsterwagen, HU-Ablauf, Exponat, nach Kabelbrandschaden abgestellt, ehemaliger Flaggenwagen (Euroflor)
- 2×-TW 275, Bj. 1930/1949, Aufbauwagen, hell-elfenbein/steingrau, von 1970 bis 1996 ArbTW Nr. 906, optische Aufarbeitung 2003–2004, Dauerleihgabe an Depot e. V., Immermannstraße, dort auf der Schiebebühne der Haupthalle aufgestellt
- 3×-TW 279, Bj. 1950, Fa. Westwaggon, elfenbein/taubengrau, mobiles Denkmal, HU-Ablauf, betriebsfähiges Exponat
- 2×-TW 290, Bj. 1950, Waggonfabrik Fuchs, braun/beige, mobiles Denkmal, HU-Ablauf, betriebsfähiges Exponat
- 4×-TW-ZR 304, Bj. 1953, Fa. Duewag, „Sambawagen“, braun-beige, früher ArbTW-ZR 904, früher 4x-TW-ER Nr. 304 (Umbau 1979–1981), optische Aufarbeitung 2015 - 2021, HU-Ablauf, derzeit technische Instandsetzung
- 2×-TW 910, Bj. 1957, Waggonfabrik Fuchs, Fahrschulwagen in Frankfurter Lackierung orange/weiß/grau, HU-Ablauf, nach Unfallschaden abgestellt
- 4×-GTW 431, Bj. 1957, Hansa-Waggonbau, braun/beige, Gelenkwagen mit schwebendem Mittelteil, Partyeinrichtung, Restaurierung 2004–2006, in Betrieb (BOA-NW)
- 8×-GTW 87 (ab 1973; früher 11), Bj. 1969, Fa. Duewag, braun/beige, Gelenkwagen, optische Aufarbeitung 2010–2015, HU gem. BO-Strab. 05.11.2024
- 8×-GTW 13, Bj. 1974, Fa. Duewag, weiß/rot, Gelenkwagen, Café-Einrichtung, optische Aufarbeitung 2022 abgeschlossen, HU-Ablauf
- N8C 101 II Bj. 1978, Fa. Duewag, cyan/weiß, Vollwerbung für Dortmunder Tageszeitung Ruhr Nachrichten, ehemals Essen M8C 1101, Umbau auf Normalspur geplant

Beiwagen nach Baujahren
- 2×-BW 510, Bj. 1910/1976, früher Sprenglore 910, hell-elfenbein/rot, Eigenumbau 1976 als Sommerbeiwagen für TW 115, betriebsfähiges Exponat, demonstrative Nutzung als Pferdebahnwagen
- 2×-BW 598, Bj. 1925, Fa. Schöndorff, hell-elfenbein/steingrau, betriebsfähiges Exponat, früher Sammlung W. Knupe
- 2×-BW 675, Bj. 1930, Fa. Schöndorff, hell-elfenbein/steingrau, Beiwagen zu TW 252, betriebsfähiges Exponat, ehemalige Blümchenbahn (Euroflor)
- 2×-BW 677, Bj. 1930, Fa. Schöndorff, hell-elfenbein/steingrau, Beiwagen zu TW 252, betriebsfähiges Exponat, ehemalige Blümchenbahn (Euroflor)
- 2×-BW 712, Bj. 1950, Fa. Duewag, elfenbein/taubengrau, mobiles Denkmal, Beiwagen zu TW 279, betriebsfähiges Exponat
- 2×-BW 713, Bj. 1950, Fa. Duewag, hell-elfenbein/steingrau, historische Flanken-Werbung Koff (Kaffee-Surrogat), Steuerwagen, optische Aufarbeitung 2011, in Betrieb (BOA-NW), früher Sammlung W. Knupe

Arbeitswagen und Loren aufsteigend
- 2×-Ellok Nr. 905, Bj. 1925, Fa. Bergmann/Bahnbedarf Darmstadt, kommunal-orange, optische Aufarbeitung 2016, HU-Ablauf, derzeit technische Instandsetzung
- 2×-BW 914, Bj. 1925/1982, kommunal-orange, Mehrzwecklore für Saug-/Streu-/Schüttgutaufsatz, in Betrieb (BOA-NW)
- 2×-BW 915, Bj. 1953/2018, Generatorlore, gekapseltes Iveco 3-Zylinder Dieselaggregat auf Kla, 100 kVA, in Betrieb (BOA-NW)
- 2×-BW 916, Bj. 1957/1982, Eigenbau auf GT4-Fahrgestell, moderne DEW21-Werbung, Generatorlore (ungedämmtes Deutz 12-Zylinder-V-Dieselaggregat luftgekühlt, 220 kVA), in Betrieb (BOA-NW)
- 2×-BW 919, Bj. 1949, Mehrzwecklore, Naturholz/grau, Umbau aus Schleiflok, Restaurierung 2012, in Betrieb (BOA-NW)
- 2×-BW 920, Bj. 1950, Fa. Duewag (Fahrgestell), rot/schwarz, 2010 früher 2×-BW Nr. 720, jetzt Generatorlore (gekapseltes Iveco 3-Zylinder Dieselaggregat, 100 kVA), in Betrieb (BOA-NW)

Hinzu kommen folgende Eisenbahnfahrzeuge
- O&K-Diesellok Nr. 25848 (interne Nr. 901), Bj. 1958, verkehrsrot, Rangierlokomotive Typ MV4a, Restaurierung 2008–2009, in Betrieb (EBO)
- Schwerkleinwagen Klv 51-9330 (interne Nr. 909), Sollinger Hütte, Bj. 1959, schwefelgelb, Restaurierung 2012–2013, in Betrieb (EBO)
- Klv 12-4653 (interne Nr. 908), Sollinger Hütte, Bj. 1957, bordeauxrot, VW-Boxermotor 34 PS, Restaurierung 2007, in Betrieb (EBO), früher Sammlung W. Knupe
- 2×-Gerätewagen 67007, früher RAG B & H, ehemaliger Kühlwagen der Deutschen Reichsbahn, Bj. ca. 1940, lichtgrau, abgestellt

Hinzu kommen folgende gummibereifte Fahrzeuge
- MAN Oberleitungsmontagewagen (Schörling), Bj. 1993, kommunal-orange, Schienenfahreinrichtung, früher DSW AG, betriebsbereit, optische Aufarbeitung 2024 begonnen
- Mercedes-Benz Weichenreinigungswagen Bj. 1993, kommunal-orange, früher DSW AG, in Betrieb
- KHD-Berge-LKW, Umbau aus Schienenreinigungswagen, Bj. 1957, kommunal-orange, früher Vestische Strassenbahnen AG, Herten, technische Instandsetzung 2016, betriebsbereit
- Volkswagen T2a/b Pritschenwagen, Bj. 1971, kommunal-orange, Restaurierung 2010–2015, in Betrieb, TÜV-Abnahme
- Volkswagen T2b Fensterbus mit starrem GFK-Hochdach, Bj. 1976, derzeit in Aufarbeitung
- O&K-2-Wege-Bagger Mh5-S, Bj. 1993, schwefelgelb, Schienenfahreinrichtung, in Betrieb
- O&K-Scherlaststapler, Bj. 1973, verkehrsrot, Restaurierung 2005 und 2016, in Betrieb
- Clark-Gabelstapler, Bj. 1993, Clark-grün, früher DSW AG, Restaurierung 2015, in Betrieb
- MAN Standardbus SL 200, Zugang von Stadt Dortmund, ex DSW Nr. 1367, Bj. 1984, schwarz/weiß/rot, Anfang der 1990er Jahre Umbau zum Info- bzw. Spielebus, betriebsbereit
- Henschel Gelenkbus Typ HL160, Bj. 1962, elfenbein, früher Stadtwerke Trier, ehemaliger O-Bus mit Büssing-Unterflur-Dieselmotor, betriebsbereit, TÜV-Abnahme